# Merche Romero
Merche Romero Gomes (Andorra-a-Velha, 27 de Novembro de 1976) é uma modelo e apresentadora de televisão andorrano-luso-espanhola.

## Biografia
Com formação na área do turismo, fez-se destacar como rosto de inúmeras campanhas publicitárias e catálogos de moda: GQ, MaxMen, FHM, Vodafone, Modalfa, Dupont, etc..
Estreia-se como apresentadora de televisão em 2002, com Metro à Superfície na NTV. Passa para a RTP, apresentando diariamente e desde 2003 Portugal no Coração ao lado de José Carlos Malato e posteriormente de Júlio Isidro. Trabalhou ainda noutras produções como Praça da Alegria (2003), Uma Boa Aposta para a Santa Casa da Misericórdia (2004) e Noites de Verão (2005) com Pedro Miguel Ramos. Apresentou também em 2003 a ModaLisboa, maior evento de moda em Portugal.
Do seu percurso televisivo é de destacar os programas que apresentou na NTV, na RTP e na SIC: Metro à Superficie, Portugal no Coração, Praça da Alegria, Uma boa Aposta, Factor M, Noites de Verão, Natal dos Hospitais, Marchas populares de Lisboa, Fátima, SIC ao Vivo e Portugal em Festa.
A partir de 2021, regressa à televisão, na TVI, no papel de comentadora dos programas Big Brother e Dois às 10.
Em 2024, José Eduardo Moniz (Diretor-Geral da TVI), anuncia a criação de um novo canal de cabo da estação, a V+TVI, cujas emissões arrancaram em agosto desse ano. Com o lançamento deste novo canal, foi anunciado o regresso de Merche à apresentação, ao apresentar o programa das manhãs Bom Dia Alegria, ao lado de José Lopes.

## Percurso profissional - Televisão
| Ano                | Projeto                                   | Notas                                                                        | Canal |
| ------------------ | ----------------------------------------- | ---------------------------------------------------------------------------- | ----- |
| 1999               | As Lições do Tonecas                      | Atriz                                                                        | RTP1  |
| 2002               | Metro à Superfície                        | Apresentadora                                                                | NTV   |
| 2003 - 2007        | Portugal no Coração                       | Apresentadora, ao lado de José Carlos Malato e Júlio Isidro                  | RTP1  |
| 2003 / 2006 / 2007 | Natal dos Hospitais                       | Co- Apresentadora                                                            | RTP1  |
| 2003               | Modalisboa                                | Apresentadora                                                                | RTP1  |
| 2003               | Praça da Alegria                          | Apresentadora, ao lado de Jorge Gabriel, nas ausências de Sónia Araújo       | RTP1  |
| 2003 - 2004        | Milionário                                | Apresentadora                                                                | RTP1  |
| 2004               | Uma Boa Aposta                            | Apresentadora, ao lado de Óscar Romero                                       | RTP1  |
| 2005               | Noites de Verão                           | Apresentadora, ao lado de Pedro Miguel Ramos                                 | RTP1  |
| 2006               | Dança Comigo                              | Concorrente                                                                  | RTP1  |
| 2007               | Factor M                                  | Apresentadora                                                                | RTP1  |
| 2009               | Fátima                                    | Apresentadora, ao lado de Carlos Ribeiro, nas ausências de Fátima Lopes      | SIC   |
| 2009               | SIC ao Vivo                               | Co- Apresentadora                                                            | SIC   |
| 2010               | Lua Vermelha                              | Atriz, no papel de Diana Amaral (Participação Especial)                      | SIC   |
| 2011               | Especiais Companhia das Manhãs            | Apresentadora, ao lado de Nuno Graciano                                      | SIC   |
| 2012               | A Tua Cara Não Me É Estranha (2.ª edição) | Concorrente                                                                  | TVI   |
| 2013               | Splash! Celebridades                      | Concorrente                                                                  | SIC   |
| 2013 - 2015        | Portugal em Festa                         | Co- Apresentadora                                                            | SIC   |
| 2015               | A Quinta                                  | Concorrente                                                                  | TVI   |
| 2019               | Roaster de Ljubomir Stanisic              | Participação Especial                                                        | TVI   |
| 2021               | Big Brother 2021                          | Comentadora                                                                  | TVI   |
| 2021 - 2024        | Dois às 10                                | Comentadora                                                                  | TVI   |
| 2022               | Big Brother Famosos 2022                  | Comentadora                                                                  | TVI   |
| 2022               | Big Brother Famosos 2022 - 2.ª edição     | Comentadora                                                                  | TVI   |
| 2022               | Big Brother - Desafio Final 1             | Comentadora                                                                  | TVI   |
| 2022               | Somos Portugal                            | Repórter Convidada                                                           | TVI   |
| 2022               | Big Brother 2022                          | Comentadora                                                                  | TVI   |
| 2023               | Toda a Gente Me Diz Isso                  | Participação Especial                                                        | TVI   |
| 2023               | O Triângulo                               | Comentadora                                                                  | TVI   |
| 2023               | Casamento Marcado                         | Comentadora                                                                  | TVI   |
| 2023               | Big Brother 2023                          | Comentadora                                                                  | TVI   |
| 2024               | Big Brother - Desafio Final 2             | Comentadora                                                                  | TVI   |
| 2024               | Big Brother 2024                          | Comentadora                                                                  | TVI   |
| 2024               | Dilema                                    | Comentadora                                                                  | TVI   |
| 2024 - presente    | Bom Dia Alegria                           | Apresentadora, ao lado de José Lopes                                         | V+TVI |
| 2024               | Congela                                   | Concorrente convidada                                                        | TVI   |
| 2025               | V+ TVI - Especial 1° Aniversário          | Apresentadora, ao lado de José Lopes, Ana Rita Clara e Adriano Silva Martins | V+TVI |

## Vida pessoal
Em 2006, namorou com Cristiano Ronaldo, tendo a relação durado pouco tempo.
Do relacionamento com DJ Vibe, tem um filho, António, nascido em 8 de julho de 2011.
Em 2024, casou-se nas Malvinas com Fábio Pinto, que é barbeiro no Barreiro.